# Championnat du Danemark de football 1943-1944
Navigation
Saison précédente Saison suivante
La saison 1943-1944 du Championnat du Danemark de football était la 31e édition du championnat de première division au Danemark. L'ensemble des clubs des 2 premières divisions du pays (soit 28 clubs) participent au championnat qui se déroule en 2 phase : une première phase voit les équipes réparties en 3 poules de 8 à 10 équipes, où chaque club rencontre tous ses adversaires 2 fois, à domicile et à l'extérieur. Les 8 meilleurs clubs, toutes poules confondues, sont qualifiés pour la phase finale, jouée sous forme de coupe, avec match simple à élimination directe.
C'est le BK Frem Copenhague qui remporte la compétition en battant en finale le champion en titre, l'Akademisk Boldklub. C'est le 6e titre de champion du Danemark de l'histoire du club.

## Les 28 clubs participants
| - KB Copenhague - B 93 Copenhague - BK Frem Copenhague - Boldklubben 1903 - Akademisk Boldklub - AaB Aalborg - AGF Aarhus - Fremad Amager - Hobro IK - Køge BK - Vejle BK - Slagelse B&I - Randers FC - Haslev BK | - Aalborg Chang - KFUM - Osterbros BK - Nakskov BK - Helsingor IF - B 1908 Amager - Korsor BK - BK 01 Nykobing - B 1913 Odense - Vejen SF - B 1909 Odense - Esbjerg fB - OB Odense - Dragor BK |

## Compétition

### Première phase
Le barème utilisé pour établir l'ensemble des classements est le suivant :
- Victoire : 2 points
- Match nul : 1 point
- Défaite : 0 point

#### Groupe 1
| Rang | Équipe        | Pts | J  | G  | N | P  | Bp | Bc | Diff |
| ---- | ------------- | --- | -- | -- | - | -- | -- | -- | ---- |
| 1    | AGF Aarhus    | 28  | 18 | 13 | 2 | 3  | 50 | 27 | +23  |
| 2    | B 1909 Odense | 25  | 18 | 11 | 3 | 4  | 53 | 31 | +22  |
| 3    | OB Odense     | 21  | 18 | 10 | 1 | 7  | 71 | 55 | +16  |
| 4    | Randers FC    | 19  | 18 | 7  | 5 | 6  | 45 | 41 | +4   |
| 5    | AaB Aalborg   | 17  | 18 | 7  | 3 | 8  | 35 | 36 | -1   |
| 6    | Vejen SF      | 16  | 18 | 4  | 8 | 6  | 34 | 45 | -11  |
| 7    | B 1913 Odense | 14  | 18 | 6  | 2 | 10 | 28 | 43 | -15  |
| 8    | Vejle BK      | 14  | 18 | 5  | 4 | 9  | 37 | 60 | -23  |
| 9    | Esbjerg fB    | 13  | 18 | 5  | 3 | 10 | 36 | 38 | -2   |
| 10   | Aalborg Chang | 13  | 18 | 6  | 1 | 11 | 31 | 44 | -13  |

|  | Qualifié pour la phase finale |

#### Groupe 2
| Rang | Équipe         | Pts | J  | G  | N | P  | Bp | Bc | Diff |
| ---- | -------------- | --- | -- | -- | - | -- | -- | -- | ---- |
| 1    | KFUM           | 34  | 18 | 16 | 2 | 0  | 61 | 12 | +49  |
| 2    | Slagelse B&I   | 24  | 18 | 10 | 4 | 4  | 47 | 38 | +9   |
| 3    | Helsingør IF   | 23  | 18 | 9  | 5 | 4  | 45 | 32 | +13  |
| 4    | Haslev BK      | 20  | 18 | 10 | 0 | 8  | 53 | 45 | +8   |
| 5    | Nakskov BK     | 17  | 18 | 7  | 3 | 8  | 31 | 44 | -13  |
| 6    | BK 01 Nykobing | 15  | 18 | 7  | 1 | 10 | 40 | 45 | -5   |
| 7    | Hobro IK       | 14  | 18 | 5  | 4 | 9  | 33 | 28 | +5   |
| 8    | Korsør BK      | 14  | 18 | 7  | 0 | 11 | 35 | 50 | -15  |
| 9    | Dragør BK      | 11  | 18 | 5  | 1 | 12 | 33 | 55 | -22  |
| 10   | B 1908 Amager  | 8   | 18 | 2  | 4 | 12 | 21 | 50 | -29  |

|  | Qualifié pour la phase finale |

#### Groupe 3
| Rang | Équipe                 | Pts | J  | G  | N | P  | Bp | Bc | Diff |
| ---- | ---------------------- | --- | -- | -- | - | -- | -- | -- | ---- |
| 1    | Akademisk Boldklub (T) | 22  | 14 | 10 | 2 | 2  | 44 | 28 | +16  |
| 2    | KB Copenhague          | 20  | 14 | 9  | 2 | 3  | 30 | 18 | +12  |
| 3    | B 93 Copenhague        | 16  | 14 | 6  | 4 | 4  | 32 | 20 | +12  |
| 4    | BK Frem Copenhague     | 16  | 14 | 7  | 2 | 5  | 33 | 23 | +10  |
| 5    | Fremad Amager          | 15  | 14 | 7  | 1 | 6  | 37 | 39 | -2   |
| 6    | Østerbros BK           | 9   | 14 | 4  | 1 | 9  | 22 | 38 | -16  |
| 7    | Køge BK                | 8   | 14 | 3  | 2 | 9  | 26 | 42 | -16  |
| 8    | Boldklubben 1903       | 6   | 14 | 2  | 2 | 10 | 19 | 35 | -16  |

|  | Qualifié pour la phase finale |
|  | (T) : Tenant du titre         |

### Phase finale

#### Quarts de finale
| Équipe 1               | Résultat | Équipe 2        |
| ---------------------- | -------- | --------------- |
| Akademisk Boldklub (T) | 1 - 1    | KFUM            |
| BK Frem Copenhague     | 11 - 1   | Slagelse B&I    |
| B 1909 Odense          | 3 - 1    | KB Copenhague   |
| AGF Aarhus             | 1 - 2    | B 93 Copenhague |

#### Demi-finales
| Équipe 1           | Résultat | Équipe 2               |
| ------------------ | -------- | ---------------------- |
| BK Frem Copenhague | 5 - 0    | B 1909 Odense          |
| B 93 Copenhague    | 0 - 5    | Akademisk Boldklub (T) |

#### Finale
| Équipe 1           | Résultat | Équipe 2               |
| ------------------ | -------- | ---------------------- |
| BK Frem Copenhague | 4 - 2    | Akademisk Boldklub (T) |

## Bilan de la saison
| Tableau d'Honneur                   |                    |
| Compétition                         | Vainqueur          |
| Championnat du Danemark de football | BK Frem Copenhague |

| Promotion et relégation       |       |
| Relégués en deuxième division | Aucun |
| Promus en Meistersbaksserien  | Aucun |